# 徳田虎雄
徳田 虎雄（とくだ とらお、1938年〈昭和13年〉2月17日 - 2024年〈令和6年〉7月10日）は、日本の医師、政治家。鹿児島県徳之島町名誉町民。鹿児島県天城町名誉町民。モットーは「生か死か！」。
医療法人徳洲会創立者及び理事長、衆議院議員（4期）、沖縄開発政務次官、第7代日本体操協会会長、自由連合代表、特定医療法人沖縄徳洲会理事長、社会医療法人木下会理事長、医療法人静仁会理事長、埼玉医療生活協同組合理事長、札幌医療生活協同組合理事長、公益財団法人徳洲会国際奨学財団理事長、などを務めた。
日本の病院王と呼ばれながら国内に大規模な医療機関・医療事業グループを次々と築いていき、衆議院議員としても政治に関わった。2002年頃に筋萎縮性側索硬化症 (ALS) を発症して政界から引退したが、病床から徳洲会グループ全般へ指示を続けた。

## 来歴・人物

### 生い立ち
兵庫県高砂市で生まれ、アメリカ占領時代の鹿児島県大島郡徳之島町出身。
幼い末弟が緊急医療を受けられず急病死したことを契機に医師を志した。大阪大学受験を目標として大阪へ単身移住し、鹿児島県立徳之島高等学校から大阪府立今宮高等学校へ転校して1学年下に編入した。実家の家計は苦しかったが、父の徳千代が先祖伝来の農地を切り売りで学資を捻出して仕送りしたという 。なお徳田の自叙伝『 生命だけは平等だ 』を高校生の時に読んだ山中伸弥（ノーベル生理学・医学賞受賞者）は、徳田の生き方や考え方に多大な感銘を受け、人を命を救う医師になることを決意したエピソードは有名である。

### 医師
2浪後、大阪大学医学部医学科に合格。卒業後、大阪大学病院第二外科に入局した後、大阪府の公立病院に勤務医として勤める。
1973年（昭和48年）自身が理想とする病院建設を志し、ニクソン・ショックを好機として銀行を「病院が失敗したら自殺して、その生命保険金で全額返す。」と説得、大きな融資を得て自身初となる「徳田病院」を大阪府松原市に開院する。そして地域住民の評判を得て軌道に乗った徳田病院は、1975年（昭和50年）医療法人徳洲会を設立。
徳田虎雄の「24時間、常に救急患者を受け入れる態勢」 「患者からの金品は一切受け取ってはいけない」 「負担を強いる入院保証金の廃止」 「（当時は当たり前だった）全病室の冷暖房費など一切無料」 「生活格差による差額ベッドの廃止」 「入院治療費の猶予、また生活費の立替」など徳洲会グループは、全ての患者が安心して入院治療が出来る病院を目指し、全国の病院で慣習化していた常識を打ち破る方針を次々と打ち出して、既得権益を保守したい日本の病院・医療関係者達に大きな動揺を与える。
関東初進出であった茅ヶ崎徳洲会病院は、地元市民により病院誘致運動が行われ陳情書も提出されていたが、茅ヶ崎医師会は反対声明を出し、市との予防接種・休日診療契約を破棄、さらに徳洲会に融資を予定していた銀行から預金を引き上げるなど実力行使が行われた。
そして日本医師会やその後ろ盾となる各地の地方自治体と対峙しながらも、大規模な病院や医療機関、診療所を次々と開設していき、徳洲会グループは国内最大の病院・医療機関となっていく。

### 性格
徳洲会設立当初「生命だけは平等だ」と連日病院に泊まり込むなど強い信念で仕事に臨む一方、医療のためには手段を選んでいられないとして赤信号を守らないなど規範意識が薄く 、部下の運転手が赤信号で停止するたびに缶で頭部を殴打するなど 、グループ内ではワンマンな人物として知られたが、そこには徳田の医療に対する強い信念からくるものだと得心し「理解できる範囲で、最善を尽くそうと思って、ついていきましたね。」と部下は回顧する。家庭でも常に日本の医療の先行きを考えるばかりで、家族団らんの時間さえ妻の話はくだらないとしてあまり聴かなかった。

### 衆議院議員
徳州会で全国へ病院を展開しつつ、医療制度の改革に政治改革が必要と認識して政治家を志す。1983年（昭和58年）と1986年（昭和61年）の衆議院総選挙に鹿児島県奄美群島選挙区から立候補し、保岡興治の前に落選した。この選挙は選挙違反で逮捕者が続出するなど島を二分する激しい対決となり、「保徳戦争」と俗称された 。
1990年（平成2年）衆議院総選挙に無所属で初当選し、自由連合を結成するが保守系無所属議員の寄り集まりであった。
1993年（平成5年）の衆議院総選挙は、選挙直前に自民党へ入党して再選されるが、日本医師会の意向で3日で追放された。
1994年（平成6年）に自由連合を政党化し、代表として活躍。村山改造内閣で与党入りして沖縄開発政務次官を務めた。1996年（平成8年）衆議院総選挙で落選したが、2000年（平成12年）衆議院総選挙で復活し、2003年（平成15年）の衆議院総選挙で再選された。
ほかに日本体操協会会長、アジア体操連盟会長も歴任する。

### 病気療養
2002年（平成14年）4月1日に筋萎縮性側索硬化症 (ALS) の発病に気付いた。2004年（平成16年）2月ごろから病状が悪化して国会に出席できずに療養したが病名は公にしなかった。2005年（平成17年）8月8日の衆議院解散をうけ、体調回復が十分でないとして政界から引退すること発表した。
後継として2005年（平成17年）9月11日衆議院総選挙に次男の徳田毅が立候補して当選し、自由連合代表となり2006年（平成18年）11月2日に自民党入りを表明した。虎雄の現役時に比して自民党入党に反対意見は少なかった。自由連合の去就は再び虎雄の手に委ねられたが、毅は11月29日に自民党へ「入党願」提出後「地方議員はいるので、自由連合を今後どうするかは父の判断だ。しかし、参院選に候補者を立てるのは難しいのではないか」と語った。
11月29日に虎雄は日本ALS協会設立20周年記念式典に患者として出席し、闘病中であることを初めて公にした。協会から登壇を促されたが人工呼吸器を装着して発話不能のため、代読された文章で「これからが人生の勝負です」と日本と世界に病院を設立する計画を明らかにした。
内閣総理大臣鳩山由紀夫は2010年（平成22年）4月28日に、普天間基地移設問題で有力な移設先候補である徳之島に影響力がある虎雄と面会し、毅の立会で協力を要請したが虎雄は拒否した。2010年夏に自由連合は、総務大臣に解散届を提出して解散した。
2012年（平成24年）は湘南鎌倉総合病院最上15階の特別室で治療を受けながら、文字盤で意思疎通しながら徳洲会で最高決定権を掌握していた。2011年に青木理のインタビューで、「私はいつ死ぬか分からない状態です」徳洲会は「あと5年は私が体制を作る必要がある」と語る。
2012年（平成24年）10月下旬に徳之島町から名誉町民を贈られる。伊仙町政施行50周年記念式典に出席するため、9年ぶりに故郷の徳之島へ帰郷した。

### TPP
2011年（平成23年）11月に、TPP反対集会に参加しなかったとして、18年間徳洲会に勤めた「徳之島病院」の事務局長へ即時解雇を言い渡している。

息子の徳田毅もTPPに強く反対し、ブログに
と綴る。
「徳田親子と徳州会を刺した特捜部のバックにはアメリカ合衆国がいるのでは」と見る者が散見された。

### 公選法違反
2012年12月に衆議院選挙で鹿児島2区に立候補して当選した徳田毅議員の陣営で、多数の職員に給与と日当を支払い運動員として派遣した疑いがあることを、2013年9月16日にNHKなどが報じた。2013年に東京地方検察庁特捜部は、虎雄の娘2人を含む6名と虎雄の配偶者徳田秀子を逮捕した。虎雄も逮捕と起訴が相当だが、生命の危険があるため判断見送りを決定した。
徳洲会事件のキーマンとなった徳田虎雄の秘書兼元運転手で、徳洲会グループの実務を統括する事務総長まで上り詰めた当時の事務総長が、徳田家に事務総長の職務を解かれ懲戒解雇されたことに発端する。また元事務総長は徳洲会グループの事務総長の任に就いてた時期に、
徳洲会グループの関連会社の銀行口座から無断で３千万円を引き出し着服していたとして、業務上横領罪で刑事告発され逮捕された裁判で東京高裁は１、２審とも、この元事務総長に懲役３年、執行猶予４年の有罪判決を下している。
これら事件の責任として2013年10月20日に、医療法人徳洲会、特定医療法人沖縄徳洲会、社会医療法人社団木下会、医療法人静仁会、埼玉医療生活協同組合、札幌医療生活協同組合、それぞれの理事長職を退くことを明らかにした。11月3日付で株式会社徳洲会、徳洲会建物管理株式会社、インターナショナル・ホスピタル・サービス株式会社など6社の社長に就いた。
鹿児島テレビが制作した『トラオの夢　病院王・徳田虎雄とその時代』が、2019年10月2日にフジテレビ第28回FNSドキュメンタリー大賞で放送され、2019年4月で81歳の虎雄は、車椅子移乗が不能でベッドに横臥し、視線による意志疎通も困難であった。

### 死去
2024年7月10日夜に入院先の神奈川県内の病院で死去した。86歳没。7月21日に徳之島町でお別れ会が執り行われ、地元住民など1,000人以上が参列した。

## 家族

### 弟
- 長弟の友助は麻酔科医で、京都大学医学部附属病院麻酔科などを経て徳洲会副理事長を務めた。
- 次弟の孝徳は宮崎医科大学出身の外科医で、医療法人聖山会理事長、徳田診療所院長などを務める。
- 三弟の千代吉は内科医で、奈良県立医科大学などを経て徳田診療所副院長を務める。

### 妻子
- 同郷で幼馴染みの配偶者である徳田秀子は薬剤師で、徳洲会副理事長や関連社会福祉法人理事長を務める。
- 長女の徳美[38]は東海大学医学部出身の医師で、徳洲会グループの病院に勤務後、千代田区麹町在の医薬品販売業株式会社徳洲会社長として徳洲会グループの人事を取り仕切った[39]。容姿は父に酷似し[40]、千代田区の高級マンションでワンフロアを所有し、徳洲会グループの職員に高級車を運転させて生活していた[41]。配偶者は税理士で、株式会社徳洲会副会長、麹町の医療用品卸売業インターナショナルビジネスサービスで副社長、それぞれを務める[42]。
- 長男の哲は2浪して入学した埼玉医科大学卒業の医師で[7]、医療法人徳洲会副理事長、一般社団法人徳洲会副理事長、それぞれを務める。配偶者は薬剤師で、麹町在の介護関連と有料老人ホームを営む株式会社ケアネット徳洲会で社長[42]を務める。
- 次女の美千代[43]は眼科医で、1992年金沢医科大学卒業後に沖永良部島、奄美大島、喜界島など僻地医療を経て、医療法人徳洲会理事、GPホールディングス社長、大阪市北区梅田在で不動産賃貸と管理業のインテグレード・メディカル・システム社長、梅田在で徳洲会グループ保険代理店業のインターナショナル・ホスピタル・サービス株式会社社長、赤坂で眼科スターアイクリニックを営む医療法人社団星英会理事長、それぞれを務めて徳洲会グループの資金面を統括していたとされる[39]。配偶者は外国人の医師で、徳洲会東京本部海外プロジェクト代表執行役員[42]を務める。
- 三女の真理は産婦人科医で、医療法人徳洲会理事、一般社団法人徳洲会理事などを務める[42]。
- 四女のゆかり[44]はオペラ歌手で、一般社団法人徳洲会理事、徳洲会グループ病院と施設で給食事業を営む麹町在の株式会社ダイエタリーケア社長、それぞれを務める。
- 次男の毅は虎雄夫妻のハネムーンベイビーで、帝京大学で法律を学び、大学中退後に株式会社インターナショナルビジネスサービス社長、一般社団法人徳洲会副理事長を経て、2005年（平成17年）から衆議院議員で第2次安倍内閣国土交通大臣政務官を務めた。配偶者は株式会社インターナショナルビジネスサービスで社長を務める。
- 五女の真紀子は金沢医科大学出身の形成外科医で、北里大学形成外科を経て、医療法人徳洲会理事、一般社団法人徳洲会理事、湘南藤沢徳洲会病院で形成外科と美容外科の医長、それぞれを務める。

### 子育て
子供は厳しくしつけ、帰宅時は子供たちに正座で迎えさせ、自らのことは「理事長」と呼ばせるなどし、四女と次男を除いて医師に育てた。筋萎縮性側索硬化症が悪化するまで、子供たちは父と距離をとっていた。

## 交友
議員時代に交流した石原慎太郎元東京都知事、亀井静香元建設大臣などと親しい。徳洲会病院に勤務経験がある小児科医の阿部知子衆議院議員も、選挙事務所へ徳洲会グループ職員を派遣するなど支援した。

## 選挙歴
| 当落 | 選挙                   | 執行日         | 年齢 | 選挙区         | 政党     | 得票数     | 得票率 | 定数 | 得票順位 /候補者数 | 政党内比例順位 /政党当選者数 |
| ---- | ---------------------- | -------------- | ---- | -------------- | -------- | ---------- | ------ | ---- | ------------------ | ---------------------------- |
| 落   | 第37回衆議院議員総選挙 | 1983年12月18日 | 45   | 奄美群島選挙区 | 無所属   | 4万8538票  | 48.72% | 1    | 2/3                | /                            |
| 落   | 第38回衆議院議員総選挙 | 1986年07月06日 | 48   | 奄美群島選挙区 | 無所属   | 4万7424票  | 47.60% | 1    | 2/3                | /                            |
| 当   | 第39回衆議院議員総選挙 | 1990年02月18日 | 52   | 奄美群島選挙区 | 無所属   | 4万9591票  | 50.36% | 1    | 1/3                | /                            |
| 当   | 第40回衆議院議員総選挙 | 1993年07月18日 | 55   | 旧鹿児島1区    | 無所属   | 7万7491票  | 15.23% | 4    | 3/9                | /                            |
| 落   | 第41回衆議院議員総選挙 | 1996年10月20日 | 58   | 鹿児島2区      | 自由連合 | 8万4448票  | 46.26% | 1    | 2/3                | /                            |
| 当   | 第42回衆議院議員総選挙 | 2000年06月25日 | 62   | 鹿児島2区      | 自由連合 | 10万2233票 | 50.33% | 1    | 1/3                | /                            |
| 当   | 第43回衆議院議員総選挙 | 2003年11月09日 | 65   | 鹿児島2区      | 自由連合 | 9万7423票  | 49.13% | 1    | 1/3                | /                            |

## 著書
- 『生命だけは平等だ : わが徳洲会の戦い』光文社〈カッパ・ブックス〉、1979年7月10日。doi:10.11501/12136275。ISBN 978-4334003630。
- 『知らなかった救急法：この知識が手遅れを防ぐ 最新医学が教える』1980年 経済界リュウブックス
- 『頭の悪い奴が成功する : 奇跡を生みだす行動の哲学』〈ノン・ブック〉、祥伝社、1982年3月5日。ISBN 978-4396101985。
- 『わが医療革命』サンケイ出版、1982年9月25日。
- 『ゼロからの出発 : 実現できない夢はない』講談社、1985年4月25日。PDF版
- 『わが語録：真実を求めて：生か死か』1986年 海風社
- 『母の力』1992年 市井社
- 『贈り物をもらわない医者：“医療ビッグバン”で日本を変える』1998年 光文社カッパ・ブックス　ISBN 4334006299
- 『「大医」は国を癒す 徳田虎雄の直言 二〇〇一年～二〇〇二年』エピック 2002
- 『生きる力 愛する人々のためなら頑張れる!』2007年 PHP研究所
- 『生命だけは平等だ。』2007年 PHPエディターズ・グループ ISBN 9784569695846

共著
- 竹村健一『オレたちのように生きてみないか : 80年代の成功のリズム』〈Sun business. 日本の進路シリーズ〉、太陽企画出版、1982年11月1日。

監修
- 『賢明な患者の通院・入院事典』広美出版事業部 1999

## 映画
- 『飛鳥へ、そしてまだ見ぬ子へ』 製作[47]

## 関連書籍
- 山岡淳一郎『 ゴッドドクター 徳田虎雄 』小学館文庫、2020年1月。 ISBN 978-4094067316
- 山岡淳一郎『 神になりたかった男 徳田虎雄:医療革命の軌跡を追う 』平凡社。 ISBN 978-4582824865
- 青木理『トラオ 徳田虎雄 不随の病院王』小学館、2011年12月。ISBN 9784093798280。 - 週刊ポストにおいて2011年4月から8回連載された記事の書籍化。 文庫版, (2013-11), ISBN 978-4094120479 Kindle版, ASIN B00GQVB3QC
  - 実業家の堀江貴文がライブドア事件で有罪判決をうけ、社会から隔絶され収監されている時に１０００冊の様々な分野の読んだ本の中で『 トラオ 徳田虎雄 不随の病院王 』を数少ない最も感動した書籍と自著で紹介[48] 。
- 大平誠『 徳田虎雄 病院王外伝 国内最大病院を巡る闘いの舞台裏 』PHP研究所、2018年09月。 ISBN 978-4569840284
- 松下隆一『 虎雄とともに・・徳田秀子が支えた医療革命 』PHP研究所、2023年09月。 ISB 978-4569855653
- 森 孝『 徳田虎雄に育てられた男 』万代宝書房、2021年08月。 ISBN 978-4910064482
- ばばこういち『徳田虎雄の研究－ドキュメント』ちはら書房、1979年6月。ASIN B000J8GU1G。
- 田中真人『徳洲会・徳田虎雄への疑問』エール出版社、1986年6月。
- 央忠邦『君は全力疾走の向うに何を見るのか－医療革命に驀進する徳田虎雄の素顔』徳間書店、1986年7月。ISBN 4191432818。
- 石井一二『徳洲会はいかにして日本最大の医療法人となったのか～創設者徳田虎雄に迫る』アチーブメント出版、2009年6月。ISBN 978-4902222692。
- 和田努『 徳田虎雄の経営戦略―徳洲会・医療革命への挑戦 』グリーンアロー出版社、1979年09月。
- 小林紀興 編『徳洲会の挑戦 : 徳田虎雄が狙う奇跡の医療革命』祥伝社、1979年。doi:10.11501/12134758。

漫画作品
- 貴志真典『トラオがゆく 徳田虎雄物語』潮流出版、1985年11月。ISBN 978-4924727038。
  - 貴志真典『徳田虎雄物語 トラオがゆく－人生完璧に生きる』グループ・ゼロ、2013年11月。ASIN B00GU4AGZO。（Kindle版）
- 前田和男、小川たけし『立志青雲編 明日はいい日だ（上）』道出版〈徳田虎雄 第1巻〉、1997年11月。ISBN 978-4944154036。
- 前田和男、小川たけし『立志青雲編 明日はいい日だ（下）』道出版〈徳田虎雄 第2巻〉、1997年11月。ISBN 978-4944154043。
- 前田和男、花岡一『医療一揆編 生命だけは平等だ（上）』道出版〈徳田虎雄 第3巻〉、1998年1月。ISBN 978-4944154050。
- 前田和男、花岡一『医療一揆編 生命だけは平等だ（下）』道出版〈徳田虎雄 第4巻〉、1998年1月。ISBN 978-4944154067。